# Сорочинская ярмарка (опера)
Сорочинская ярмарка — опера М. П. Мусоргского в 3 действиях, 4 картинах. Сюжет либретто заимствован из одноимённой повести Н. В. Гоголя. Мусоргский писал эту оперу в 1874—1880 годах, но не закончил.

## История создания

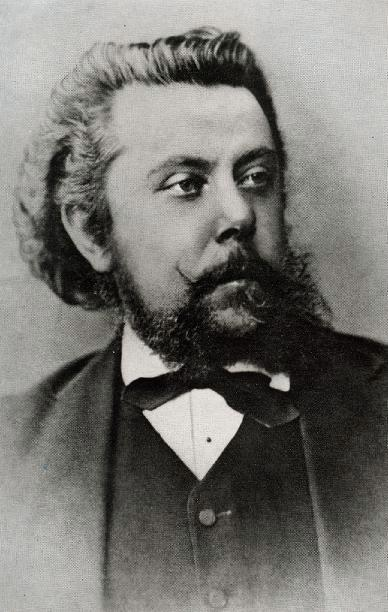
М. П. Мусоргский

Опера впервые закончена Ц. А. Кюи и в этом варианте была исполнена 13 (25) октября 1917. Из предисловия к этой редакции оперы (октябрь 1916 г.):
Комическая опера «Сорочинская ярмарка» начата была Мусоргским в 1875 г., сочинялась медленно и отрывочно и за смертью композитора в 1881 г., осталась неоконченной. Первоначально изданы были лишь пять отрывков из неё: Вступление к опере (обработано по черновым наброскам А. К. Лядовым), Думка Паробка (ред. Лядова), Гопак, Сцена Хиври в ожидании Афанасия Ивановича и Думка Параси (оркестровая редакция всех пяти нумеров принадлежит Лядову). Рукописи Мусоргского давали, однако, еще значительное количество музыкального материала, а именно «Ярмарочную сцену», которой начинается опера, и первую половину 2-го действия. Этот материал был обработан В. А. Каратыгиным, дополнен и инструментован Ц. А. Кюи. Всё же остальное, а именно сцена Черевика с Хиврей и сцена Паробка с Цыганом в 1-м действии, 2-я половина 2-го и все 3-е, за исключением Думки Параси и Гопака, дописаны и инструментованы Ц. А. Кюи и, таким образом, посмертный труд Мусоргского закончен.
Помимо Кюи, над завершением оперы Мусоргского работали (в разное время) А. К. Лядов, В. А. Каратыгин, Н. Н. Черепнин (редакция 1922), П. А. Ламм и В. Я. Шебалин (редакция 1931). Редакция Ламма — Шебалина стала стандартной для исполнителей в России.

## Действующие лица
- Черевик — бас
- Хивря, жена Черевика — меццо-сопрано
- Парася, дочь Черевика, падчерица Хиври — сопрано
- Кум — бас-баритон
- Грицько, парубок — тенор
- Афанасий Иванович, попович — тенор
- Цыган — бас
- Чернобог — бас
- Торговки, торговцы, цыгане, евреи, парубки, казаки, девчата, гости, бесы, ведьмы, карлики.

## Краткое содержание
Действие происходит в селе Великие Сорочинцы близ Полтавы в начале XIX века.
Жаркий солнечный день. Бурлит шумная ярмарка. Сюда приехал Черевик, чтобы продать пшеницу и кобылу. С ним его дочка, красавица Парася. Желая запугать торговцев и выманить у них товары подешевле, Цыган рассказывает толпе, будто неподалёку, в старом сарае, поселилась Красная свитка; она принадлежит чёрту и наводит на людей порчу. Тем временем парубок Грицько нежно беседует с Парасей, красота которой покорила его сердце. Черевик вначале недоволен смелыми ухаживаниями парубка, но узнав, что Грицько — сын его старинного приятеля, не возражает против сватовства. Теперь необходимо зайти в шинок…
Оттуда Черевик возвращается домой поздно вечером вместе с Кумом. Неласково встречает муженька Хивря. Но нет предела её гневу, когда выясняется, что жених — тот самый парубок, который недавно насмехался над нею. Слышавший этот разговор Грицько сильно опечален. Однако Цыган вызывается помочь при условии, что парубок дёшево продаст ему своих волов.
Второе действие. Хивря, выдворив под благовидным предлогом из дому супруга на всю ночь, с нетерпением ждёт своего возлюбленного Афанасия Ивановича. Наконец попович появляется, щедро рассыпая высокопарные комплименты. Хивря потчует гостя. Но ухаживания поповича прерывает стук в ворота — это Черевик и Кум с гостями. Трясущегося от страха возлюбленного Хивря прячет на полатях. Нежданные пришельцы до смерти напуганы Красной свиткой, по слухам, появившейся на ярмарке. Лишь выпив хмельного, они понемногу успокаиваются. Кум заводит рассказ про чёрта, который заложил шинкарю свою красную свитку и теперь в обличье свиньи ищет её по всей ярмарке. Внезапно показавшееся в окне свиное рыло приводит всех в неописуемый ужас. Гости и хозяева спасаются бегством.
Третье действие, первая картина. Парубки во главе с Цыганом хватают и вяжут Черевика с Кумом якобы за то, что они украли кобылу. По хитро задуманному плану Цыгана в роли избавителя выступает Грицько. В награду парубок требует немедленно сыграть свадьбу, на что Черевик с радостью соглашается. В мечтах о Парасе счастливый жених засыпает. Ему снится, что Чернобог со свитой справляет шабаш, который прекращается лишь с ударами церковного колокола.
Третье действие, вторая картина. Парася тоскует по своему милому. Тем радостней встреча влюблённых. Воспользовавшись отсутствием Хиври, Черевик благословляет молодых. Подоспевшая некстати Хивря тщетно пытается помешать им. Цыган с парубками под общий смех уносят Хиврю. Толпа пляшет гопак.

## Записи
| Год  | Организация                                                  | Дирижёр         | Солисты | Издатель и каталожный номер                                  | Примечания        |
| ---- | ------------------------------------------------------------ | --------------- | --- | ------------------------------------------------------------ | ----------------- |
| 1955 | Словенский национальный театр оперы и балета                 | Само Хубад      | Черевик — Latko Koroshetz, Хивря — Bogdana Stritar, Парася — Vilma Bukovetz, Кум — Friderik Lupsha, Грицько — Miro Branjnik, Афанасий Иванович — Slavko Shtrukel, Цыган — Andrei Andreev, Чернобог — Samo Smerkolj           | Philips A 00329-00330 L {2LPS}; Philips ABL 3148-3149 (1957) | редакция Шебалина |
| 1969 | Хор и оркестр Всесоюзного радио                              | Юрий Аранович   | Черевик — Геннадий Троицкий, Хивря — Антонина Клещёва, Парася — Людмила Белобрагина, Кум — Борис Добрин, Грицько — Алексей Усманов, Афанасий Иванович — Юрий Ельников, Цыган — Александр Поляков, Чернобог — Сергей Стукачев | Мелодия Д 026823-8 (1969); Мелодия CM 02325-30 (1970)        | редакция Шебалина |
| 1983 | Музыкальный театр имени Станиславского и Немировича-Данченко | Владимир Есипов | Черевик — Владимир Маторин, Хивря — Л. Захаренко, Парася — Лидия Черных, Кум — Олег Кленов, Грицько — Анатолий Мищевский, Афанасий Иванович — Вячеслав Войнаровский, Цыган — В. Темичев, Чернобог — В. Свистов               | Мелодия С10 20721-4 (1983)                                   | редакция Шебалина |
| 1998 | Екатеринбургский театр оперы и балета                        | Евгений Бражник | Черевик — Герман Куклин, Хивря — Светлана Зализняк, Парася — Надежда Рыжкова, Кум — Сергей Вялков, Грицько — Виталий Петров, Афанасий Иванович — Сергей Майструк, Цыган — Андрей Вылегжанин                                  |                                                              | редакция Шебалина |

Источники: , , 